# Михайловка (Сладковский район)
Михайловка — деревня в Сладковском районе Тюменской области России. Входит в состав Александровского сельского поселения.

## История
До 1917 года входила в состав Усовской волости Ишимского уезда Тюменской губернии. По данным на 1926 год посёлок Михайловский состоял из 153 хозяйства. В административном отношении являлся центром Михайловского сельсовета Сладковского района Ишимского округа Уральской области.

## Население
| 2010 |
| ---- |
| 184  |

По данным переписи 1926 года в посёлке проживало 904 человека (419 мужчин и 485 женщин), в том числе: русские составляли 99 % населения.
Согласно результатам переписи 2002 года, в национальной структуре населения русские составляли 84 % из 221 чел.